# Džo
Džo (japonsko 杖) je leseno tradicionalno japonsko orožje v obliki krajše, okoli 120 cm dolge palice. Primarna borilna veščina, kjer se uporablja džo, je jōdō, medtem ko se uporablja tudi pri aikidu in kobudu. V starih časih se naj bi džo uporabljal znotraj palač, medtem ko se je bo uporabljal zunaj.